# Sant'Angelo dei Lombardi
Sant'Angelo dei Lombardi est une commune italienne de la province d'Avellino, dans la région Campanie.

## Administration
| Période                                  | Période | Identité | Étiquette | Qualité |
| ---------------------------------------- | ------- | -------- | --------- | ------- |
|                                          |         |          |           |         |
| Les données manquantes sont à compléter. |         |          |           |         |

### Hameaux
Acquara, Barricella, Casaglia, Castellani, Cupa dell’Olmo, Erbaia, Fredane, Genualdo, Luonghi, Mar¬colaponi, Martinelli, Montanaldo, Montevergine, Monticchio, Monticchio Apicella, Montocchia, Patetto, Piani S. Nicola, Piano Mattino, Piano Messano, Porrara, Puoio, Ruocchio del Conte, Ruggiano, S.Antuono, S.Gennaro, S.Guglielmo, S.Marco, S.Pietro Pozzi, S.Pietro, S.Vito, Santo Janni, Scannacapre, Schinicosa, Secatizzo, Selvatico, Serra di Nardo, Siepi, Vallegrande

### Communes limitrophes
Guardia Lombardi, Lioni, Morra De Sanctis, Nusco, Rocca San Felice, Torella dei Lombardi.